# Mercury Mariner

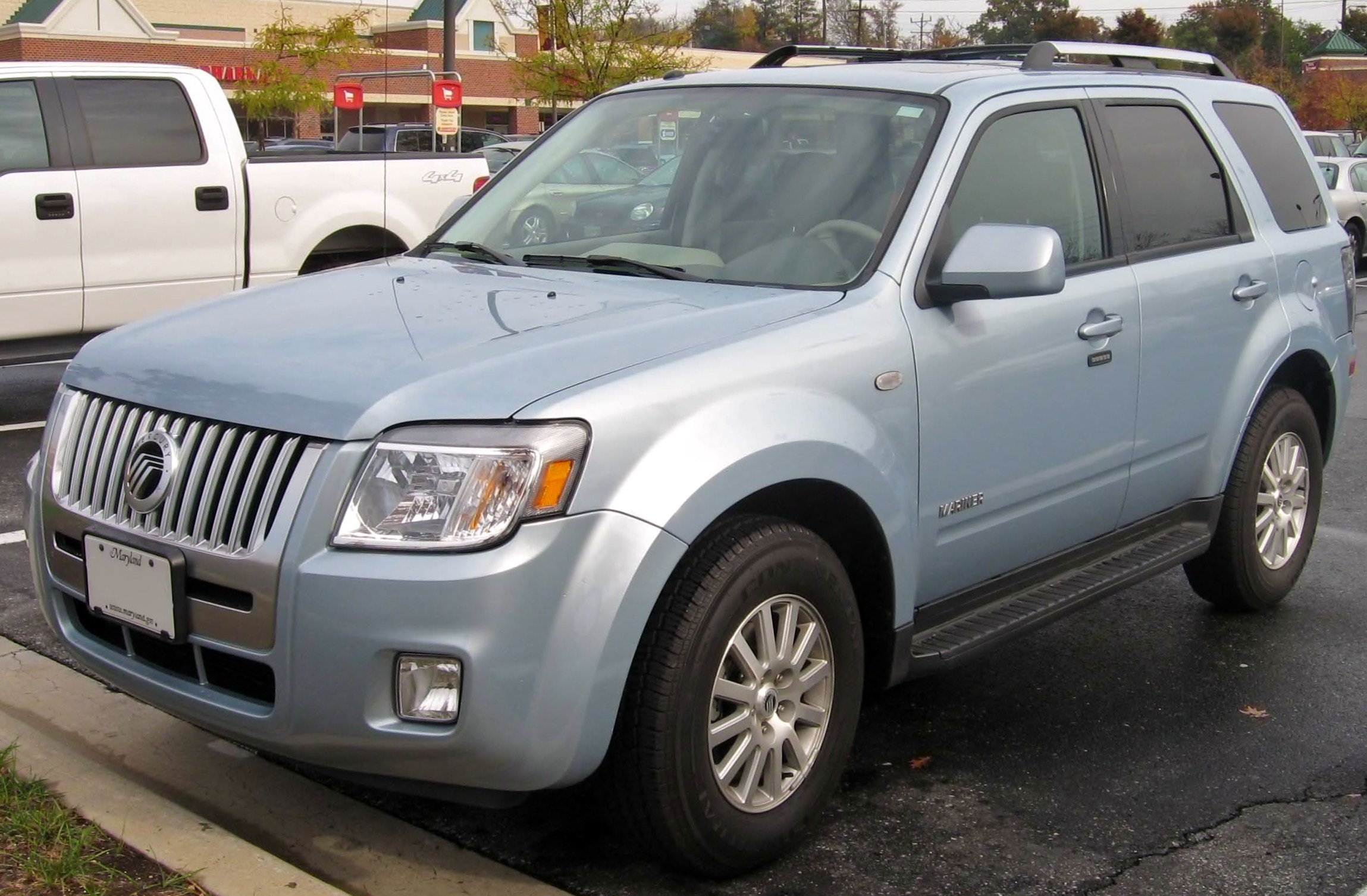
Mercury Mariner del 2008

La Mercury Mariner és un vehicle tot camí compacte presentat el 2005; es tracta d'una versió basada amb la Ford Escape i la Mazda Tribute tot i que s'ha presentat posteriorment. Estats Units d'Amèrica, Mèxic, Aràbia Saudita, Kuwait i els Emirats Àrabs Units són els mercats on es comercialitza.
Es tracta del primer vehcicle tot camí basat en un automòbil de Mercury i s'ubica per davall de la Mercury Mountaineer.

## Primera generació (2005-07)
Igual que la seva versió "germana", usa la mateixa plataforma CD2, equipa els mateixos motors que l'Escape, a excepció que només pot elegir-se en transmissió automàtica. Estèticament presenta diferències com la graella, interior de dos tonalitats o els intermitents laterals estil europeu.
La Mariner va rebre el títol de "best buy" per part de Consumers Digest els anys 2005-07.

## Hybrid
Per a més informació, vegeu: Ford Escape Hybrid
L'any 2006 Mercury va presentar la seva Mariner Hybrid. El seu esquema és exactament el mateix que la de l'Escape Hybrid: un sistema "full", el qual, pot passar des del funcionament únic del motor elèctric al de benzina passant per un funcionament combinat d'ambdós.
El mateix any de presentació va rebre el premi "Green Car of the Year".

## Segona generació (2008-)

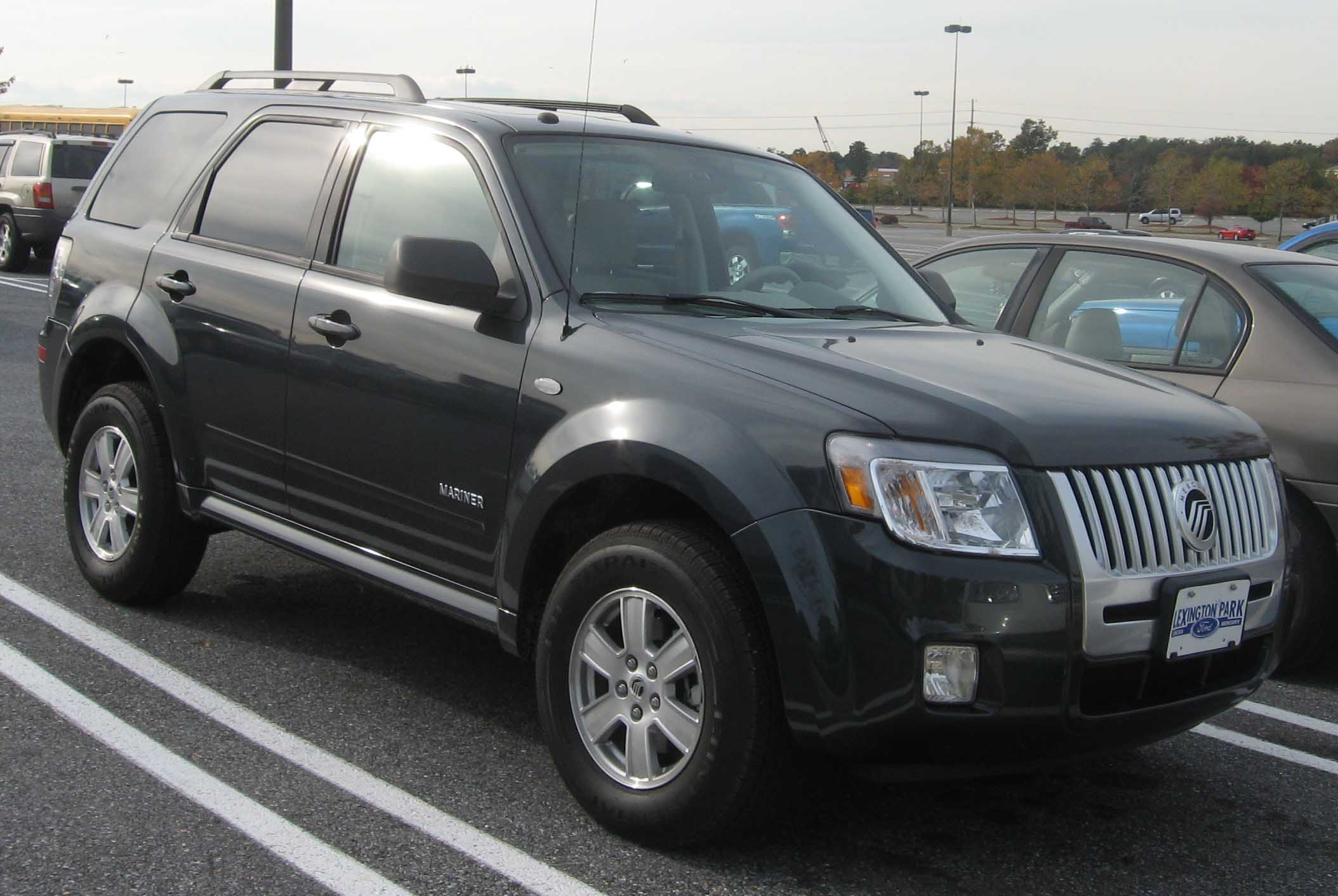
Mercury Mariner del 2008

Presentada al South Florida International Auto Show del 2006, la seva comercialització inicia el 2008 i igual que en l'Escape rep un restyling exterior que, en concret, en el vehicle de Mercury incideix en nous seients, fars davanters i posteriors, nou disseny portes i llantes entre d'altres; interiorment presenta materials de millor qualitat i detalls més refinats. Mecànicament el motor 3.0 Duratec 30 rep canvis que afecten en el seu consum, un 10% menor que l'anterior.

### Canvis 2009
Presenta un nou motor 2.5L Duratec 25 de 4 cilindres associat a una automàtica de 6 velocitats i un consum menor. Al V6 rep un increment de potència fins a 240 cv.

## Seguretat
Vegeu: Seguretat del Ford Escape